# Bretanja (zgodovinska pokrajina)
Glej tudi Bretanja za današnjo francosko regijo ob Atlantskem oceanu.
Bretánja (bretonsko Breizh, francosko Bretagne, gelsko Bertaèyn) je nekdanje samostojno kraljestvo, vojvodina in francoska provinca ob Atlantskem oceanu.
Zgodovinska provinca je bila razdeljena na dve sodobni francoski regiji. 80 % ozemlja je postalo regija Bretanja s sedežem v Rennesu, preostanek pa je bil skupaj z ostalimi zgodovinskimi provincami Anjou, Maine itd. združen v regijo Loire (Pays-de-la-Loire) s sedežem v Nantesu.
Bretanja zajema velik istoimenski polotok med Rokavskim prelivom na severu in Biskajskim zalivom na jugu. Površina ozemlja znaša 34,034 km² in je razdeljena na pet departmajev. V regiji Bretanji so na zahodu Finistère, na severu Côtes-d'Armor, na severovzhodu Ille-et-Vilaine, osrednji del zajema Morbihan, medtem ko Loire-Atlantique (regija Loire) leži na njenem jugovzhodu.
Po oceni iz januarja 2005 je v Bretanji živelo 4.271.000 prebivalcev, od tega 72 % v regiji Bretanji in 28 % v regiji Loire. Po oceni iz leta 1999 so bila največja metropolitanska ozemlja Nantes (771.120 preb.), Rennes (521.188 preb.) in Brest (303.484 preb.).
Bretanja je poznana po njenih megalitskih spomenikih, ki so raztreseni po polotoku, z navečjim v bližini Carnaca. Namen teh spomenikov je še vedno skrit. Glavni tipi bretonskih megalitov so dolmen, menhir ter cromlech.
Bretanja je prav tako poznana po kalvarijah, izrezljanih skulpturah, ki ponazarjajo prizorišča križanja, in se nahajajo po cerkvenih dvoriščih vasi in manjših krajev, zlasti v zahodni Bretaniji.
Z obzidjem ograjeno mesto Saint-Malo (Sant-Maloù), priljubljena turistična točka, ima luko, ki povezuje Bretanijo z Anglijo in Kanalskimi otoki. Kraj Roscoff (Rosko) je s trajektnimi linijami prav tako povezan z Anglijo kot tudi z Irsko.
Otok Île-d'Ouessant (bret. Enez Eusa) je najseverozahodnejša točka Bretanije in Francije, označuje pa vhod v Rokavski preliv. Ostali otoki ob bretanski obali so Bréhat (enez Vriad), Batz (enez Vaz), Molène (Molenez), Sein (enez Sun), otoki Glénan (inizi Glenan), Groix (enez Groe), Belle Île (ar Gerveur), Houat (Houad), Hoëdic (Edig), Île-aux-Moines (Enizenac'h) in Île d'Arz (an Arzh).